# Couvent Sainte-Claire du Puy-en-Velay
Pour les articles homonymes, voir Couvent Sainte-Claire.
Le couvent Sainte-Claire du Puy-en-Velay est un monument situé dans la ville du Puy-en-Velay dans le département français de la Haute-Loire.
Le couvent Sainte-Claire est inscrit au titre des monuments historiques par arrêté du 7 décembre 1925.

## Histoire
Le monastère Sainte-Claire a été le premier monastère de femmes institué à l'intérieur de la ville à la fin du Moyen Âge (1427-1432).